# Unos a otros
|  |

El aguafuerte Unos a otros es un grabado de la serie Los Caprichos del pintor español Francisco de Goya. Está numerado con el número 77 en la serie de 80 estampas. Se publicó en 1799.

## Interpretaciones de la estampa
Existen varios manuscritos contemporáneos que explican las láminas de los Caprichos. El que se encuentra en el Museo del Prado se tiene como autógrafo de Goya, pero parece más bien despistar y buscar un significado moralizante que encubra significados más arriesgados para el autor. Otros dos, el que perteneció a Ayala y el que se encuentra en la Biblioteca Nacional, realzan la parte más escabrosa de las láminas.
- Explicación de esta estampa del manuscrito del Museo del Prado: Así va el mundo, unos a otros se burlan y torean: el que hacía de toro, hoy hace de caballero en plaza. La fortuna dirige la fiesta y distribuye los papeles, según la inconstancia de sus caprichos.[2]

- Manuscrito de Ayala: Aún siendo los hombres unos carcamales, se torean los unos a los otros.[2]

- Manuscrito de la Biblioteca Nacional: Todavía se torean unos a otros los viejos carcamales. (Voltaire y Piron.)[2]